# FK Loučeň 1893
FK Loučeň 1893 je nejstarší dosud existující český fotbalový klub z městysu Loučeň v okresu Nymburk. Klubovými barvami jsou modrá a červená.

## Historie

### Počátky fotbalu v Loučni
Historie fotbalu v Loučni sahá do roku 1889, kdy se ze studií v Cambridge, kde se mj. seznámil i s pravidly kopané, vrátil princ Erich Thurn-Taxis. Po svém návratu sestavil zámecké mužstvo, ve kterém kromě něj působila trojice Angličanů – Hudgson (kapitán a trenér týmu), zahradník Mill a komorník Beckett – a 8 hochů z Loučeně a Patřína.

### Založení klubu
Společné tréninky s jedenáctkou princových anglických přátel probíhaly v zámeckém parku a po dvou letech bylo mužstvo připraveno utkat se i s jinými celky. Do té doby totiž hráli povětšinou přátelské zápasy se studenty z Prahy a Mladé Boleslavi. Začala tedy jednání o prvním možném soupeři. Tím se nakonec po zásahu knížete Alexandra Thurn-Taxise stala německá Regatta. Do zápasu loučeňská jedenáctka nastoupila pod názvem Sportovní klub Loučeň. Utkání se odehrálo 18. dubna 1893 v Praze na Císařské louce. Ačkoliv skončil jasným vítězství Regatty 5:0, je právě toto datum považováno za počátek existence dnešního FK Loučeň. Utkání patrně přihlíželi i bratři Rudlovi, kteří na podzim téhož roku založili druhý nejstarší český fotbalový klub AC Sparta Praha. Často bývá za nejstarší český klub považována pražská Slavia, ale v té době se ještě nejednalo o fotbalový klub, ale o spolek cyklistický.

### 1894 – 1945
Z dalších let se do současnosti nedochovalo mnoho zpráv o činnosti klubu. V jeho čele ještě nějakou dobu stál princ Erich, který mj. v roce 1912 spoluzaložil Český klub automobilistů. Po roce 1914 hráli loučeňští svoje domácí zápasy v prostoru Milířů. V roce 1920 získali od knížete Alexandra pozemek Ve štítě. V té době se mužstvo rozrůstalo o nově příchozí hráče. Zápasy hrály především s týmy ze Smilovic, Jíkve a Bobnic. Z roku 1925 se dochovaly zprávy o trojici zápasů – proti SK Čachovice, SK Jíkev a SK Hrubý Jeseník – a z roku 1927 o zápase s SK Jíkev.
V této době se také začala rýsovat pevná organizační struktura klubu. Prvním předsedou se stal lesní správce Emil Hummel, mezi funkcionáře klubu patřil i tehdejší starosta obce pan Jedlička. Zároveň bylo založeno žákovské mužstvo, ačkoliv na školách byla kopaná zakázána.
Z roku 1930 se dochovala nejstarší fotografie hráčů, přičemž za tým hráli nejen hráči z Loučeně, ale i z Krchleb a Chudíře. V roce 1932 bylo rozhodnuto o vybudování nového hřiště za garáží velkostatku. Ve stejném roce pak došlo ke jmenování knížete Alexandra Thurn-Taxise čestným členem klubu. V roce 1939 se mužstvo vrátilo na hřiště Ve štítě, kde hraje do současnosti. Klub přečkal i období druhé světové války a německé okupace, v květnu 1945 pak odehrál první mezinárodní zápas proti vojákům Rudé armády.

### 1946 – 1966
V roce 1946 začal úpadek klubu, neboť někteří klíčoví hráči se museli odstěhovat do pohraničí, další hráče pak zlákaly konkurenční velké celky v regionu. V této době také mužstvo sestoupilo do II. třídy a marně bojovalo o návrat do I. B třídy. Řada mladých hráčů navíc musela odejít na vojnu, o další fotbalisty mužstvo přišlo po ukončení činnosti živnostníků. Po únoru 1948 se situace klubu ještě více zhoršila, v obci navíc vzniká Sokol Loučeň. I v tomto období se však loučeňští fotbalisté nevzdali, postoupili do I. B třídy a nakonec se umístili v okrese na 3. místě. V roce 1949 však dochází ke včlenění fotbalového mužstva do Sokola a samostatný fotbalový celek tak na nějakou dobu skončil. Činnost klubu nadále pokračovala pod názvem TJ Sokol Loučeň. Na začátku 50. let se mužstvo opět dostalo do krize, neboť nejlepší fotbalisté museli odejít na vojnu. Nahradili je noví fotbalisté, mezi nimi i talentovaný Ivo Ottomanský. Nadále však hrálo okresní přebor, v němž se umisťovalo ve středu tabulky. V roce 1966 se postavily nové šatny. 

### Spojení A-týmu s TJ Sokol Všejany
V červnu 2024 byla oznámena fúze Loučeňského A-týmu s A-mužstvem z Všejan. Do II. třídy okresu Nymburk 2024/25 tak nastoupilo nové mužstvo Všejany-Loučeň 1893. Klubové barvy stále hají alespoň mládežnické oddíly.

## Vývoj názvu
- 1889 – Zámecké kopací družstvo
- 1893 – SK Loučeň
- 1949 – TJ Sokol Loučeň
- ? – FK Loučeň 1893

## Umístění v jednotlivých sezonách od roku 2009

### Stručný přehled
- 2009 – 2016: Okresní přebor Nymburska
- 2016 – 2019: I. B třída Středočeského kraje – sk. C
- 2019 – 2024: Okresní přebor Nymburska

### Jednotlivé ročníky
Legenda: Z – zápasy, V – výhry, R – remízy, P – prohry, VG – vstřelené góly, OG – obdržené góly, B – body, *– kvůli covidu nebyla odehrána všechna utkání daných ročníků, zelené podbarvení – postup, červené podbarvení – sestup, fialové podbarvení – reorganizace (změna skupiny či soutěže)
| Česko (2009 – ) |                                        |        |    |    |   |    |    |    |     |    |        |
| Sezóna          | Liga                                   | Úroveň | Z  | V  | R | P  | VG | OG | +/- | B  | Pozice |
| 2009/10         | Okresní přebor Nymburska               | 8      | 26 | 19 | 3 | 4  | 83 | 26 | +21 | 60 | 2.     |
| 2010/11         | Okresní přebor Nymburska               | 8      | 26 | 19 | 2 | 5  | 84 | 39 | +20 | 59 | 2.     |
| 2011/12         | Okresní přebor Nymburska               | 8      | 26 | 13 | 9 | 4  | 66 | 35 | +9  | 48 | 3.     |
| 2012/13         | Okresní přebor Nymburska               | 8      | 26 | 13 | 7 | 6  | 61 | 31 | +7  | 46 | 2.     |
| 2013/14         | Okresní přebor Nymburska               | 8      | 26 | 14 | 5 | 7  | 70 | 35 | +8  | 47 | 4.     |
| 2014/15         | Okresní přebor Nymburska               | 8      | 26 | 13 | 6 | 7  | 53 | 40 | +6  | 45 | 4.     |
| 2015/16         | Okresní přebor Nymburska               | 8      | 26 | 19 | 2 | 5  | 78 | 27 | +20 | 59 | 1.     |
| 2016/17         | I. B třída                             | 7      | 26 | 13 | 2 | 11 | 51 | 41 | +3  | 42 | 6.     |
| 2017/18         | I. B třída                             | 7      | 26 | 13 | 0 | 13 | 53 | 48 | +5  | 37 | 7.     |
| 2018/19         | I. B třída Středočeského kraje – sk. C | 7      | 26 | 9  | 0 | 17 | 42 | 52 | -10 | 27 | 13.    |
| 2019/20         | Okresní přebor Nymburska               | 8      | 13 | 7  | 2 | 4  | 36 | 23 | +13 | 23 | 4.     |
| 2020/21         | Okresní přebor Nymburska               | 8      | 8  | 3  | 2 | 3  | 14 | 17 | -3  | 11 | 8.     |
| 2021/22         | Okresní přebor Nymburska               | 8      | 26 | 10 | 1 | 15 | 39 | 60 | -21 | 31 | 9.     |
| 2022/23         | Okresní přebor Nymburska               | 8      | 26 | 8  | 6 | 12 | 34 | 44 | -10 | 30 | 11.    |
| 2023/24         | Okresní přebor Nymburska               | 8      | 26 | 3  | 1 | 22 | 29 | 89 | -70 | 10 | 14.    |

Poznámky:
- 2019/20: Sezona nedohrána kvůli pandemii covidu-19.
- 2020/21: Sezona nedohrána kvůli pandemii covidu-19.